# Maithuna

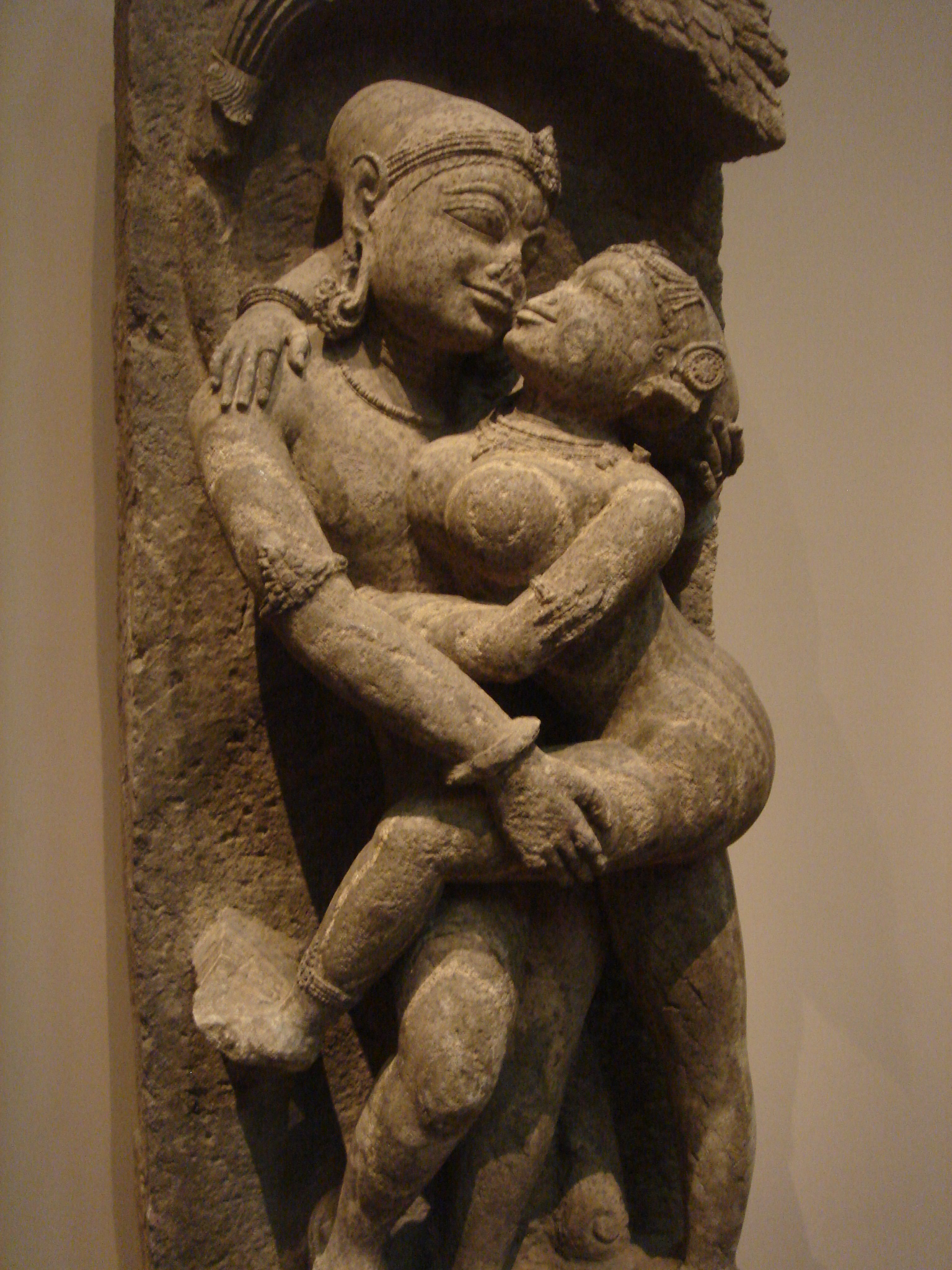
Parella d'amants practicant maithuna. Orissa, Índia

Maithuna (devanagari: मैथुन) és un terme sànscrit usat en el Tantra més sovint traduït com «la unió sexual» en un context ritual.
El budisme tibetà té un símil anomenat Yab-Yum, que pot tenir per una banda una connotació sexual, i també la unió de la prajñā (saviesa) de la Śūnyatā (vacuïtat) i els upaya (mitjans hàbils) de la compassió, femení i masculí respectivament.

## Els principals significats per maithuna
- polaritat aparellada.
- parella.
- parella d'amants.
- estàtues i relleus de parelles amorosament entrellaçades que es troben en temples com Khajuraho i el Temple del Sol de Konark, en l'Índia.
- El signe zodiacal de Gèminis, que a l'Índia no és una figura de bessons com a Occident, sinó la d'un home i una dona que representa maithuna, derivat de la paraula sànscrita «mithuna» (parella).

## La pràctica tàntrica
En el tantra constitueix el principal de les panchamakara (les cinc M, les cinc substàncies que s'utilitzaven en el ritual tàntric d'adoració a un déu) o al sadhana (pràctica o disciplina diària) tàntrica: 
- madia (vi)
- mamsa (carn)
- matsia (peix)
- mudrá (gra torrat)
- maithuna (relació sexual)

Encara que alguns escriptors, sectes i escoles, com per exemple Yogananda, considerin que es tracta d'un acte purament mental i simbòlic, un cop d'ull a les diferents variacions (i traduccions) de la paraula maithuna mostra clarament que fa referència a les parelles d'homes i dones i la seva unió en el sentit físic i sexual, i és sinònim de kriya nishpatti (neteja madura). Com l'esperit sense la matèria no és efectiu per si mateix, tots dos elements treballen junts per aconseguir l'harmonia; només quan la unió ha estat consagrada és quan es considera que maithuna aconsegueix la seva plenitud. La parella es converteix en aquell moment en divina: ella és Xacti i ell és Xiva. Les escriptures adverteixen que si no passa aquesta transformació espiritual, llavors la unió és carnal i pecaminosa. No obstant això, és possible experimentar una forma de maithuna sense unió física. L'acte pot existir en un pla metafísic sense penetració sexual, en el qual es produeix una transferència d'energia entre la xacti i el xacta (adorador de Xacti) a través del cos subtil per si sols. Si aquesta transferència d'energia passa en parella, encarnada com deessa i déu a través d'egos disminuïts, s'enfronten a la realitat última i experimenten la felicitat a través de la unió dels cossos subtils.

## Les estàtues i relleus en els temples de l'Índia

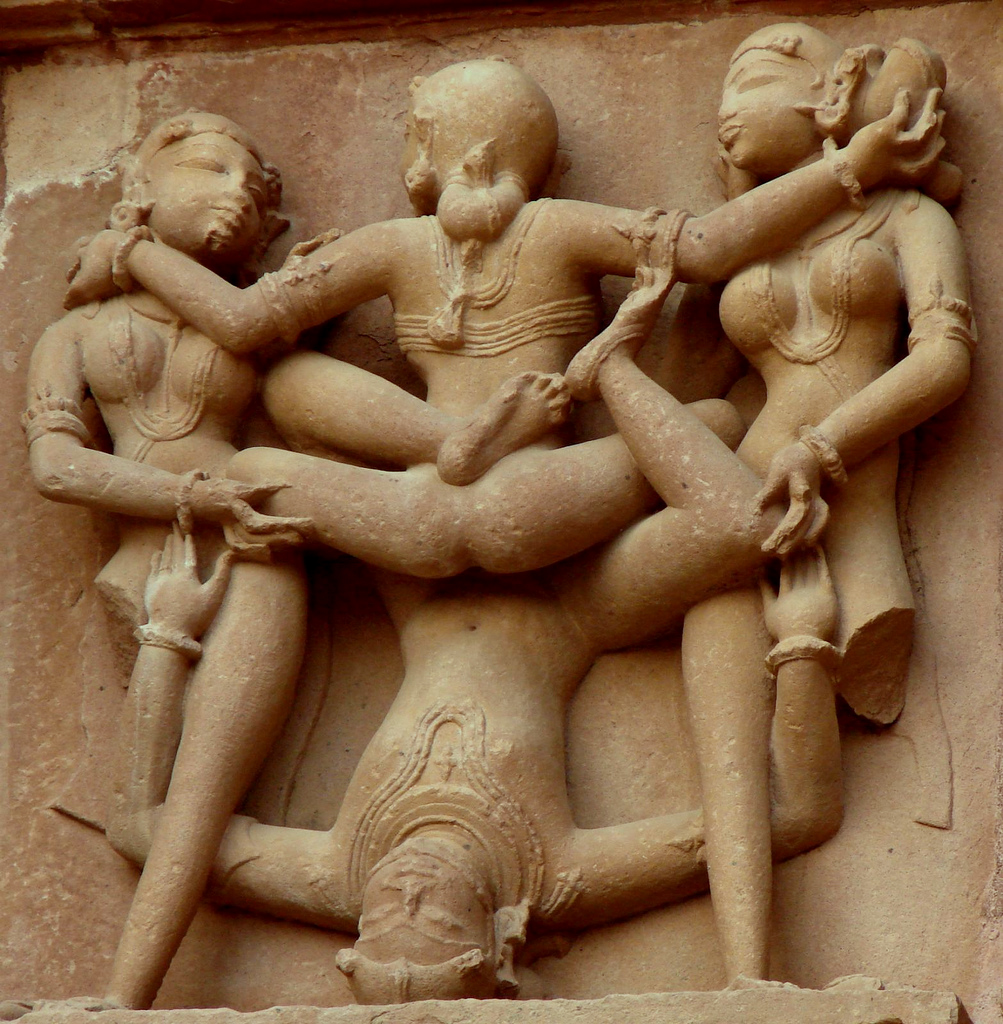
Un maithuna de Khajuraho, Índia

La importància d'aquestes escultures encara no està aclarida i pot variar depenent del context: la representació de l'eros (kâma) com una forma de bellesa de l'univers que representa el temple hindú (l'eros és un dels quatre objectius la vida de totes les criatures en l'hinduisme i fins i tot en el jainisme), raó adequada relacionada amb la fertilitat, la representació dels rituals tàntrics, evocació de la unió entre l'ànima individual i la divina.

## Sinònims
- mithunam: unió sexual, còpula (sanscrit)
- maithunam dravyam: el fluid sense refinar a partir de la relació sexual (D.G. White, p. 84)